# فابريس جاو
فابريس جاو (4 سبتمبر 1978 بتولوز في فرنسا - ) (بالفرنسية: Fabrice Jau)‏ هو لاعب كرة قدم فرنسي في مركز الوسط. شارك مع منتخب فرنسا تحت 21 سنة لكرة القدم. أما مع النوادي، فقد لعب مع نادي باستيا ونادي تولوز ونادي سانت إتيان ونادي سيدان وBalma SC ‏.

## روابط خارجية
- فابريس جاو على موقع قاعدة بيانات كرة القدم.إي يو (الإنجليزية)
- فابريس جاو على موقع عالم كرة القدم.نت (الإنجليزية)